# Simulium varians
Simulium varians är en tvåvingeart som beskrevs av Lutz 1909. Simulium varians ingår i släktet Simulium och familjen knott. Inga underarter finns listade i Catalogue of Life.